# Elin Mattsson
Elin Mattsson (* 21. September 1986 in Torsby) ist eine schwedische Biathletin.
Elin Mattsson besuchte das Gymnasium in Torsby und startet für Bore Biathlon. Die Rezeptionistin begann 1997 mit dem Biathlonsport. 2005 trat sie in Kontiolahti bei ihrer ersten Junioren-Weltmeisterschaft an und belegte die Plätze 60 im Einzel, 23 im Sprint, 20 in der Verfolgung und mit Helena Jonsson und Johanna Holma im Staffelrennen als Schlussläuferin der schwedischen Staffel Fünfte. In Presque Isle folgte im Jahr darauf die zweite Teilnahme an einer Junioren-WM. Im Einzel wurde Mattsson 15., 23. im Sprint und 20. des Verfolgungsrennens. Mit Emelie Larsson und Holma wurde sie erneut als Schlussläuferin der Staffel nominiert, im Staffelwettbewerb Sechste. In Langdorf startete sie wenig später auch bei der Junioren-Europameisterschaft. Dort belegte sie die Ränge 20 in Einzel und Sprint sowie 23 in der Verfolgung. Drittes Großereignis wurde die Militärweltmeisterschaft 2006 in Andermatt, wo die Schwedin im Sprint 21. wurde.

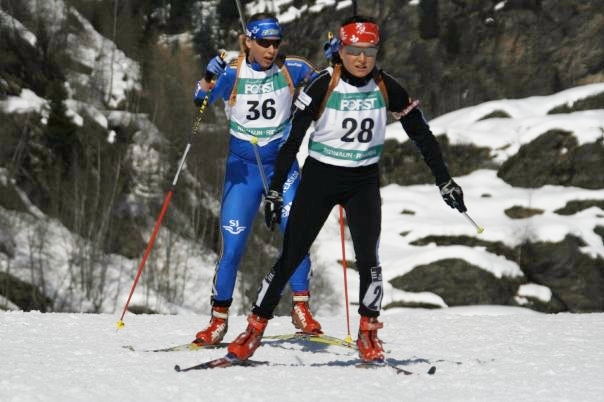
Elin Mattsson mit der Nummer 36 hinter der Finnin Maija Holopainen beim IBU-Cup in Ridnaun 2009

Seit der Saison 2007/08 startet Mattsson im Biathlon-Europacup und damit im Leistungsbereich. Ihre ersten Rennen bestritt sie bei Sprints in Geilo, wo sie zuerst 42. wurde und danach als 19. erste Punkte gewann. Erstes Großereignis wurden hier die Biathlon-Europameisterschaften 2008 in Nové Město na Moravě, bei denen die Schwedin im Einzel den 49. Platz erreichte, 34. im Sprint wurde, 25. im Verfolgungsrennen und mit Sanna Eklund, Emelie Larsson und Kim Adolfsson den Staffelwettkampf als Achtplatzierte beendete. Die Militär-Skiweltmeisterschaft 2008 in Hochfilzen brachten die Plätze 37 im Einzel, mit Adolfsson und Elisabeth Högberg Platz acht im Team und Beiden und Susanne Nystroem im Patrouillenlauf Siebte. Es dauerte zwei Jahre, bis Mattsson in Otepää   bei den Biathlon-Europameisterschaften 2010 erneut bei einem Großereignis startete. Im Einzel belegte sie den 20. Platz, wurde Elfte im Sprint und 18. des Verfolgungsrennens. Mit der schwedischen Staffel um Jonsson, Andersson und Larsson wurde sie als Schlussläuferin Sechste. Schon vor der EM konnte die Schwedin bei den Rennen in Antholz im Biathlon-Weltcup debütieren und sowohl in Einzel und Sprint 78. werden. Zum Auftakt des Weltcups 2011/2012 in Östersund belegte Elin Matsson im Einzelrennen den 35. Rang und gewann damit erstmals Punkte im Biathlon-Weltcup.
National gewann Mattsson 2009 und 2010 bei den Schwedischen Meisterschaften jeweils mit Emelie Larsson und Chardine Sloof die Silbermedaillen in den Staffelwettbewerben.

## Biathlon-Weltcup-Platzierungen
Die Tabelle zeigt alle Platzierungen (je nach Austragungsjahr einschließlich Olympische Spiele und Weltmeisterschaften).
- 1.–3. Platz: Anzahl der Podiumsplatzierungen
- Top 10: Anzahl der Platzierungen unter den ersten zehn (einschließlich Podium)
- Punkteränge: Anzahl der Platzierungen innerhalb der Punkteränge (einschließlich Podium und Top 10)
- Starts: Anzahl gelaufener Rennen in der jeweiligen Disziplin

| Platzierung              | Einzel | Sprint | Verfolgung | Massenstart | Staffel | Gesamt |
| ------------------------ | ------ | ------ | ---------- | ----------- | ------- | ------ |
| 1. Platz                 |        |        |            |             |         |        |
| 2. Platz                 |        |        |            |             |         |        |
| 3. Platz                 |        |        |            |             |         |        |
| Top 10                   |        |        |            |             |         |        |
| Punkteränge              | 1      |        |            |             |         | 1      |
| Starts                   | 3      | 5      | 2          |             |         | 10     |
| Stand: 29. November 2012 |        |        |            |             |         |        |